# Фатіх Ердін
Фатіх Ердін (тур. Fatih Erdin; нар. 1 лютого 1994) — турецький борець вільного стилю, срібний призер чемпіонату світу, бронзовий призер чемпіонату Європи, срібний призер Середземноморських ігор.

## Життєпис
Боротьбою почав займатися з 2005 року.
Виступав за борцівський клуб «Gorum Belediyespor». Тренери — Левент Калелі, Русен Четін.

## Спортивні результати на міжнародних змаганнях

### Виступи на Чемпіонатах світу
| Змагання                        | Збірна    | Вагова категорія          | Місце  |
| ------------------------------- | --------- | ------------------------- | ------ |
| Чемпіонат світу з боротьби 2018 | Туреччина | вільна боротьба, до 86 кг | Срібло |
| Чемпіонат світу з боротьби 2019 | Туреччина | вільна боротьба, до 86 кг | 17     |
| Чемпіонат світу з боротьби 2022 | Туреччина | вільна боротьба, до 86 кг | 18     |

### Виступи на Чемпіонатах Європи
| Змагання                         | Збірна    | Вагова категорія          | Місце  |
| -------------------------------- | --------- | ------------------------- | ------ |
| Чемпіонат Європи з боротьби 2018 | Туреччина | вільна боротьба, до 86 кг | 5      |
| Чемпіонат Європи з боротьби 2019 | Туреччина | вільна боротьба, до 86 кг | Бронза |
| Чемпіонат Європи з боротьби 2020 | Туреччина | вільна боротьба, до 86 кг | 15     |
| Чемпіонат Європи з боротьби 2023 | Туреччина | вільна боротьба, до 86 кг | 11     |

### Виступи на Європейських іграх
| Змагання              | Збірна    | Вагова категорія          | Місце |
| --------------------- | --------- | ------------------------- | ----- |
| Європейські ігри 2019 | Туреччина | вільна боротьба, до 86 кг | 5     |

### Виступи на Кубках світу
| Змагання                    | Збірна    | Вагова категорія          | Місце |
| --------------------------- | --------- | ------------------------- | ----- |
| Кубок світу з боротьби 2014 | Туреччина | вільна боротьба, до 86 кг | 7     |
| Кубок світу з боротьби 2019 | Туреччина | команда                   | 8     |

### Виступи на Середземноморських іграх
| Змагання                    | Збірна    | Вагова категорія          | Місце  |
| --------------------------- | --------- | ------------------------- | ------ |
| Середземноморські ігри 2022 | Туреччина | вільна боротьба, до 86 кг | Срібло |

### Виступи на інших змаганнях
| Змагання                                            | Збірна    | Вагова категорія          | Місце  |
| --------------------------------------------------- | --------- | ------------------------- | ------ |
| Турнір Яшара Догу 2013                              | Туреччина | вільна боротьба, до 84 кг | 15     |
| Вогні Москви 2013                                   | Туреччина | вільна боротьба, до 84 кг | 4      |
| Турнір Яшара Догу 2014                              | Туреччина | вільна боротьба, до 86 кг | 15     |
| Турнір Дмитра Коркіна 2014                          | Туреччина | вільна боротьба, до 86 кг | Срібло |
| Вогні Москви 2014                                   | Туреччина | вільна боротьба, до 86 кг | 4      |
| Турнір Яшара Догу 2017                              | Туреччина | вільна боротьба, до 86 кг | Бронза |
| Турнір Дана Колова — Николи Петрова 2017            | Туреччина | вільна боротьба, до 86 кг | 15     |
| Турнір Г. Картозія і В. Балавадзе 2017              | Туреччина | вільна боротьба, до 86 кг | 5      |
| Меморіал Іона Корнеану і Ладислава Сімона 2017      | Туреччина | вільна боротьба, до 86 кг | 5      |
| Кубок Ахмата Кадирова 2017                          | Туреччина | команда                   | 7      |
| Інтерконтинентальний кубок з боротьби 2017          | Туреччина | вільна боротьба, до 86 кг | 13     |
| Гран-прі «Іван Яригін» 2018                         | Туреччина | вільна боротьба, до 86 кг | Срібло |
| Турнір Дана Колова — Николи Петрова 2018            | Туреччина | вільна боротьба, до 86 кг | 12     |
| Турнір Г. Картозія і В. Балавадзе 2018              | Туреччина | вільна боротьба, до 86 кг | Золото |
| Турнір Яшара Догу 2018                              | Туреччина | вільна боротьба, до 86 кг | Бронза |
| Турнір Олександра Медведя 2018                      | Туреччина | вільна боротьба, до 86 кг | Бронза |
| Гран-прі «Іван Яригін» 2019                         | Туреччина | вільна боротьба, до 86 кг | Срібло |
| Турнір Дана Колова — Николи Петрова 2019            | Туреччина | вільна боротьба, до 86 кг | 5      |
| Меморіал Вацлава Циолковського 2019                 | Туреччина | вільна боротьба, до 86 кг | Бронза |
| Меморіал Маттео Пелліконе 2020                      | Туреччина | вільна боротьба, до 86 кг | Срібло |
| Меморіал Вацлава Циолковського 2020                 | Туреччина | вільна боротьба, до 86 кг | Бронза |
| Київський Міжнародний турнір з боротьби 2021        | Туреччина | вільна боротьба, до 86 кг | 21     |
| Меморіал Маттео Пелліконе 2021                      | Туреччина | вільна боротьба, до 86 кг | 5      |
| Турнір Яшара Догу 2021                              | Туреччина | вільна боротьба, до 86 кг | Бронза |
| Турнір Яшара Догу 2022                              | Туреччина | вільна боротьба, до 86 кг | Срібло |
| Меморіал Болата Турлиханова 2022                    | Туреччина | вільна боротьба, до 86 кг | Бронза |
| Турнір Дана Колова — Николи Петрова 2023            | Туреччина | вільна боротьба, до 86 кг | Срібло |
| Турнір Яшара Догу, Вехбі Емре і Гаміта Каплана 2023 | Туреччина | вільна боротьба, до 86 кг | Золото |
| Меморіал Імре Поляка та Яноша Варги 2023            | Туреччина | вільна боротьба, до 86 кг | 17     |

### Виступи на змаганнях молодших вікових груп
| Змагання                                       | Збірна    | Вагова категорія          | Місце  |
| ---------------------------------------------- | --------- | ------------------------- | ------ |
| Чемпіонат Європи з боротьби серед кадетів 2011 | Туреччина | вільна боротьба, до 76 кг | Золото |
| Чемпіонат світу з боротьби серед юніорів 2012  | Туреччина | вільна боротьба, до 84 кг | 17     |
| Чемпіонат Європи з боротьби серед юніорів 2013 | Туреччина | вільна боротьба, до 84 кг | 5      |
| Чемпіонат Європи з боротьби серед юніорів 2014 | Туреччина | вільна боротьба, до 84 кг | Бронза |
| Чемпіонат світу з боротьби серед юніорів 2014  | Туреччина | вільна боротьба, до 84 кг | 9      |
| Чемпіонат Європи з боротьби до 23 років 2015   | Туреччина | вільна боротьба, до 86 кг | 5      |